# Handvangertje
Handvangertje is een variant op het spel tikkertje. Dit spel wordt vaak gespeeld op kinderfeestjes en tijdens het speelkwartier op de basisschool.
Vooraf wordt er door bijvoorbeeld te ploffen bepaald wie de tikker is, in het jargon is hem. Degene die de tikker is, blijft gedurende het hele spel de tikker. Dit geldt ook voor de personen die erbij zijn getikt. Voor de tikker is het doel van het spel om iedereen te tikken. De tikker kan iemand tikken door drie tikken op de rug van een persoon te geven. Heeft iemand een tik op de rug gekregen, maar weet alsnog te ontsnappen voordat ie drie tikken op de rug heeft gehad, moet daarna weer opnieuw begonnen worden met drie tikken.
Als de tikker iemand erbij heeft getikt, dan vormt hij samen met die persoon een duo. Vervolgens moeten ze de rest er ook bij tikken, maar dan wel hand in hand. Iemand die getikt kan pas tikken als hij/zij ook een partner heeft om een duo mee te vormen.
Een variant van het spel kan zijn dat de koppels alleen mogen bestaan uit een jongen en een meisje.